# De spookmolen
De spookmolen is een volksverhaal uit de Lage Landen.

## Het verhaal
Een molenaar woont met zijn gezin in een woning naast de molen. De knecht slaapt in de molen en moet 's nachts als het waait malen. Ook scherpt hij de molensteen met een bilhamer. Wie overdag niet in spoken gelooft, weet 's nachts niet hoe snel hij de molen moet verlaten. Als de molenaar 's nachts zelf maalt, gebeurt er echter niks. De man kan het werk niet alleen en huurt steeds nieuwe knechten in. Een jonge man komt, hij heeft een vierkante kaak van iemand die niet snel opzij gaat. De molenaar waarschuwt dat het 's nachts nogal rumoerig kan zijn in de molen. De vrouw van de molenaar verzorgt de knecht goed en de grootmoeder krijgt dunne melksoep. Na het eten gaat de knecht naar de molen en zet op elke traptrede een kaars.
Later begint het te kreunen in de molenbalken alsof er een volle storm staat, maar als de jongen zijn hoofd naar buiten steekt houdt het op. Dan ziet hij een kat op een balk en er klinkt een enorm hard kattegekrijs. De knecht ziet felrode ogen vanaf de balk schijnen en hij vraagt of de kat dit doet. Er schiet een gifgroene straal uit de ogen van de kat en het beest waarschuwt voor de grote rooie. De knecht schrikt van de sprekende kat en hoort van buiten een gruwelijk gekrol. Tot nu toe was elke knecht op de loop gegaan, maar soms worden mensen kwaad als je ze bang maakt. Deze knecht smijt de bilhamer naar de kat, treft een voorpoot en het dier vlucht op drie poten.
De vierde poot zit onder de bilhamer en de knecht vindt dit toch wel zielig en steekt de poot in zijn zak. De knecht gaat naar bed en de volgende morgen vraagt de molenaar hoe het is gegaan. De knecht vertelt dat alles goed ging en wil niet praten over het voorval. Hij vraagt waar de grootmoeder is en hoort dat ze een vingertop heeft afgesneden. Dan laat de knecht het kattepootje zien en vertelt alles. De molenaar en zijn vrouw beseffen wat dit betekent. Ze zullen moeilijkheden krijgen als in het dorp bekend wordt dat grootmoeder een heks is. De knecht belooft niks te vertellen, het bevalt hem wel bij dit gezin.
De knecht wordt goede vrienden met de grootmoeder en de molenaar en zijn vrouw hebben nooit gevraagd of de kat nog op bezoek is geweest. Niemand weet of de grote rooie de kater van de buren is of de duivel. De molen is inmiddels afgebroken.